# Szałwia łąkowa
Szałwia łąkowa (Salvia pratensis L.) – gatunek rośliny z rodziny jasnotowatych. Występuje w południowej i środkowej Europie. W Polsce jest niezbyt częsta na niżu i rzadka w niższych położeniach górskich. Rośnie zwykle w nasłonecznionych murawach i łąkach, zazwyczaj w miejscach suchych i na glebie zasadowej. Jest długowieczną byliną zapylaną głównie przez trzmiele, ale wabiącą też pszczoły i motyle. Wykorzystywana jest jako roślina miododajna i ozdobna (w tym w odmianach o kwiatach rozmaicie zabarwionych), a dawniej stosowana była jako lecznicza (głównie jako zamiennik szałwii lekarskiej) i przyprawa do aromatyzowania piwa i wina.

## Rozmieszczenie geograficzne
Szałwia łąkowa występuje na rozległych obszarach Europy z wyjątkiem obrzeży kontynentu. Na zachodzie sięga do północnej Hiszpanii, Francji (zanika w północno-zachodniej jej części) i Wielkiej Brytanii (bez zachodniej i północnej jej części). Północna granica zwartego zasięgu biegnie przez północne Niemcy, wzdłuż południowego brzegu Bałtyku, przez Białoruś i dalej na wschód po Ural, który wyznacza granicę wschodnią. Dalej na północ – na wybrzeżach Morza Północnego, na Półwyspie Skandynawskim i w krajach bałtyckich gatunek rośnie w rozproszeniu. Południowa granica zasięgu biegnie przez południową Rosję i Ukrainę (z izolowanymi obszarami występowania na Kaukazie i Krymie) oraz obejmuje Półwysep Bałkański i Apeniński (bez ich południowych krańców). Rośnie także w górach w Maroku. Jako gatunek introdukowany szałwia łąkowa występuje w północno-wschodnich Stanach Zjednoczonych.
W Polsce gatunek określany jest jako niezbyt częsty na niżu i rzadki w niższych położeniach górskich, nie przekraczający 400–500 m n.p.m. Występuje bardzo nierównomiernie – stosunkowo częsty jest w pasie wyżyn i na Pojezierzach Południowobałtyckich, bardzo rzadki zaś w pasie wzdłuż wybrzeży, w województwach łódzkim i mazowieckim oraz północno-wschodniej części kraju.

## Morfologia

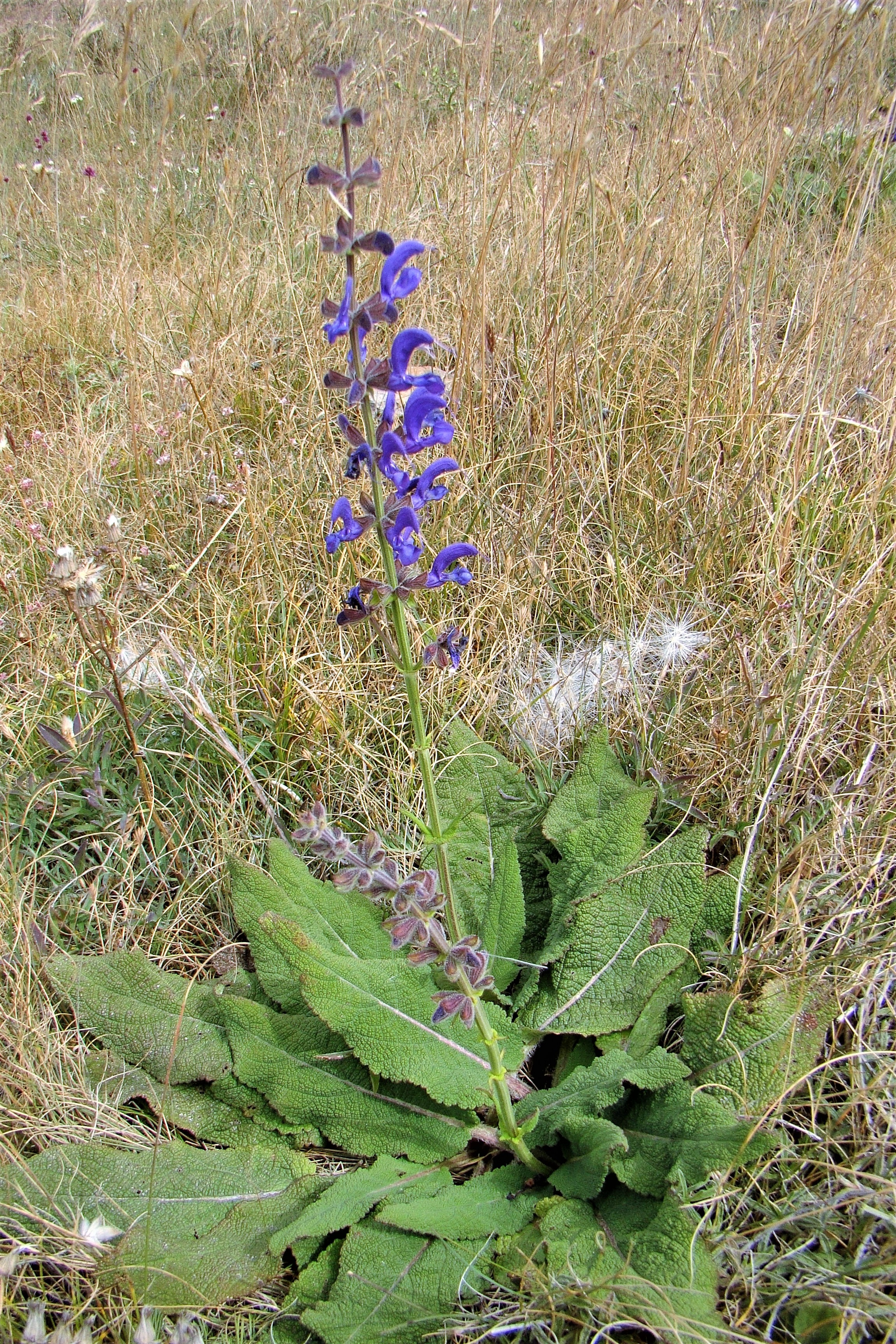
Pokrój

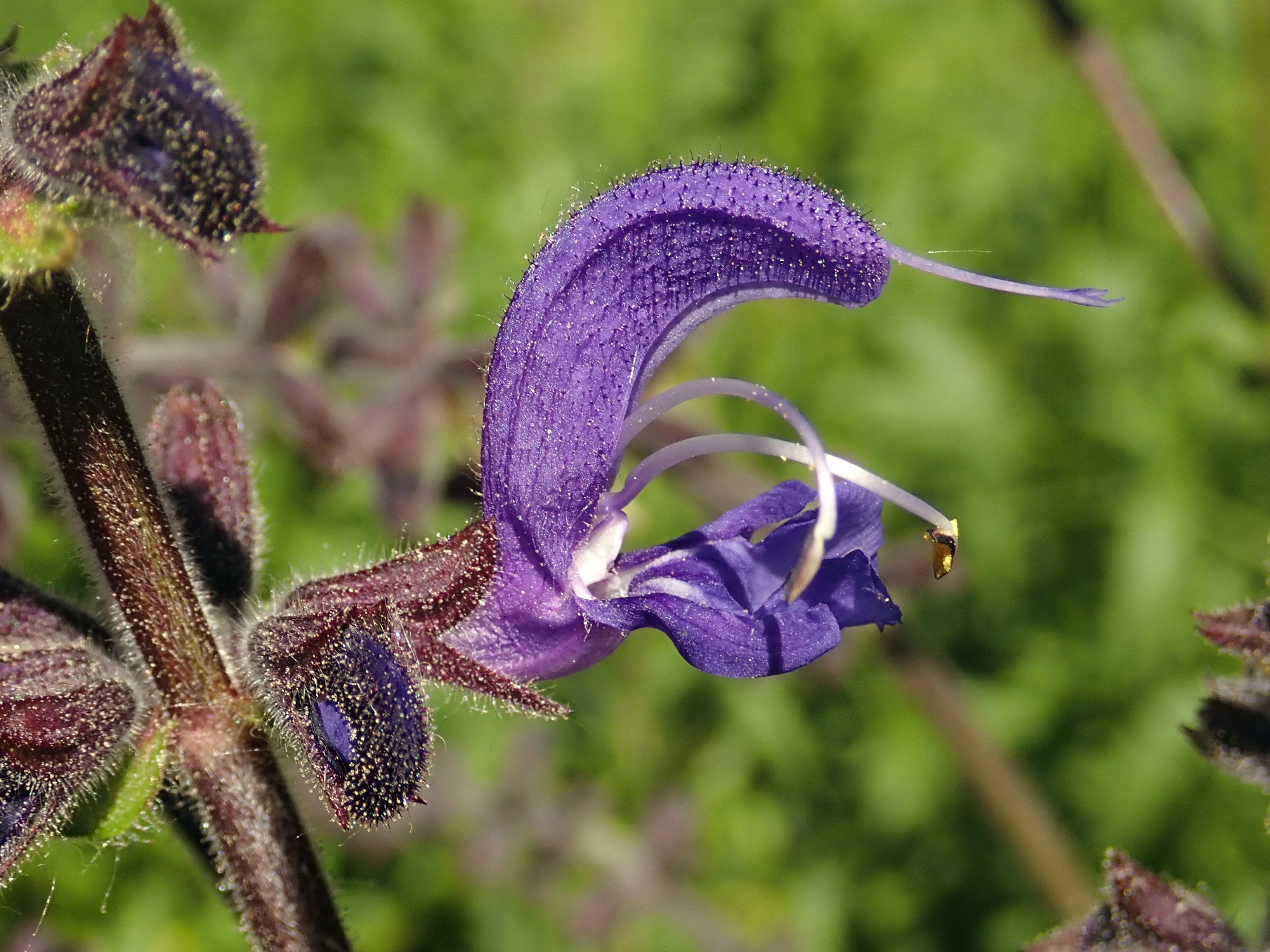
Kwiat

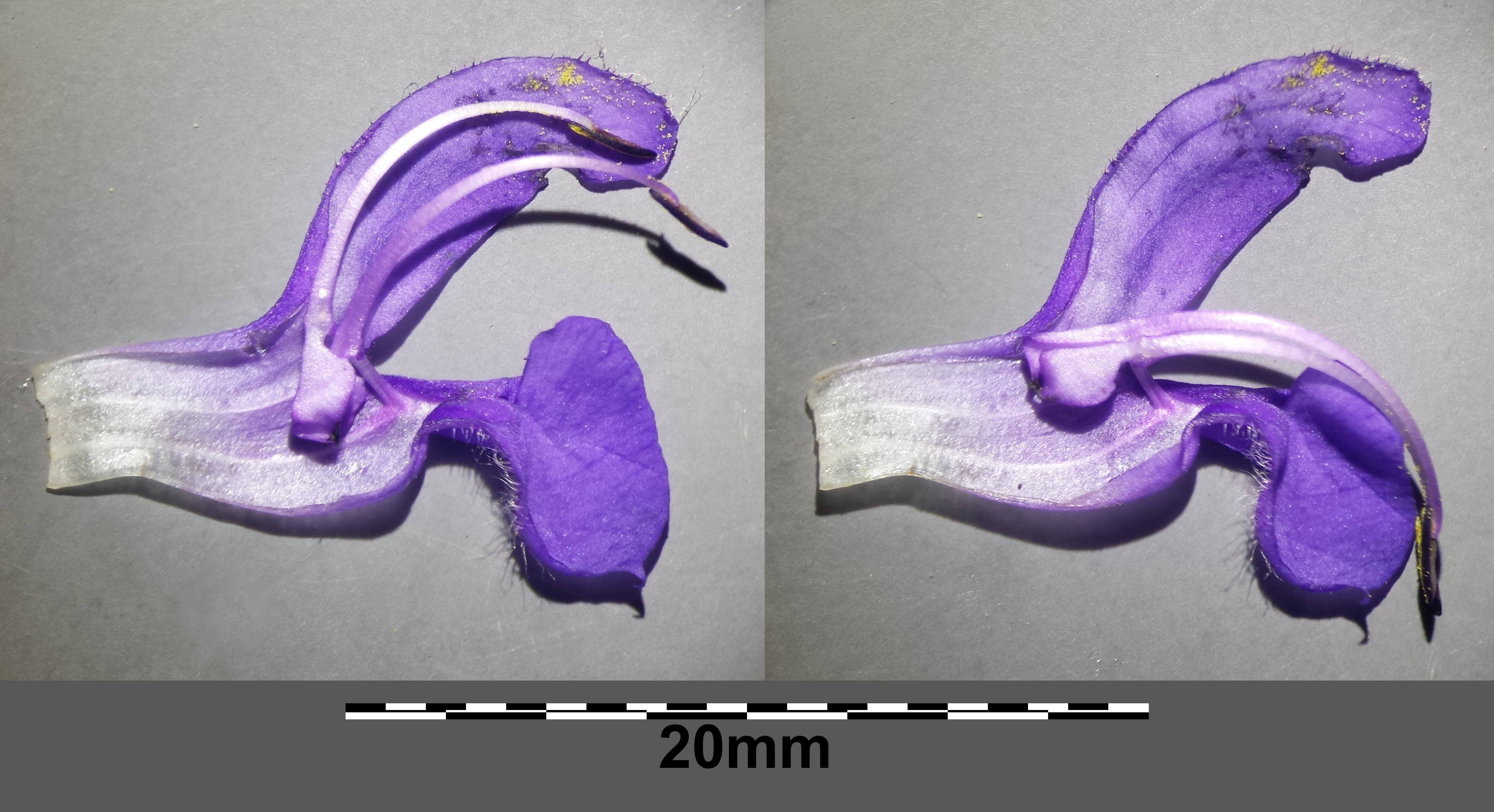
Kwiat szałwii łąkowej. Po lewej z gardzielą zamkniętą przez rozszerzoną część łącznika, po prawej z uchyloną tą częścią, co powoduje obniżenie pylników

PokrójRoślina zielna o wysokości zwykle do 60 cm, czasem do 100 cm. Łodyga czterokanciasta, jasnozielona, prosto wzniesiona, rozgałęziająca się w górze. W dolnej części niemal naga lub pokryta tylko włoskami prostymi, w górze pokryta włoskami prostymi i gruczołowatymi lub niemal wyłącznie gruczołowatymi.
Organy podziemneKrótkie, drewniejące kłącze i silny korzeń palowy osiągający do 1 m głębokości.
LiścieNaprzeciwległe. Liście odziomkowe są zebrane w przyziemną rozetę. Osadzone są na długich ogonkach osiągających od 3 do 10 cm długości. Ich blaszka osiąga od 8 do 19 cm długości i od 4 do 11 cm szerokości. Blaszki ich są sercowatojajowate, na szczycie słabo zaostrzone lub tępe, silnie pomarszczone, na brzegu nierówno karbowano piłkowane, z wierzchu nagie lub słabo owłosione, od spodu gęsto owłosione. Liście łodygowe ku górze zmniejszają się i skraca się ich ogonek – dolne są krótkoogonkowe, górne zaś siedzące. Blaszka tych liści jest trójkątnie lancetowata, osiąga do 6 cm długości w dole i do 2 cm długości w górze pędu.
KwiatyZebrane po 4–6 w 6–12 nibyokółków tworzących pojedynczy lub rozgałęziony kwiatostan do ok. 30 cm długości. Kwiaty osadzone są na owłosionych szypułkach o długości od 2 do 5 mm i wsparte szeroko sercowatymi przysadkami o długości 7–12 mm i szerokości 6–8 mm. Kielich jest dzwonkowaty i dwuwargowy. Osiąga od 9 do 11 mm długości, jest gęsto owłosiony (włoskami prostymi i gruczołowatymi), z widocznymi 13 żyłkami przewodzącymi. Górna warga jest krótsza od dolnej, z trzema zbliżonymi do siebie ząbkami, z których boczne są dłuższe od środkowego. Wyraźnie dwuwargowa korona osiąga 2–3 cm długości w przypadku kwiatów obupłciowych i 1,5–2,5 cm w przypadku kwiatów żeńskich (czasem tylko 1 cm), jest gruczołowato owłosiona i ma zwykle kolor fioletowy, rzadko biały, różowy lub czerwonawy. W dole zrośnięta jest w rurkę wystającą z kielicha. Górna warga dwułatkowa jest silnie, sierpowato sklepiona i wzniesiona ku górze, dolna trójłatkowa, krótka i prosta. Środkowa łatka dolnej wargi jest szeroka (ok. 1 cm), uwypuklona i karbowana. Boczne łatki są lancetowate, na końcach zaokrąglone. Pręciki są dwa, nieco wystają spod górnej wargi korony. Bardzo krótkie nitki pręcików (ok. 3 mm) osadzone są w rurce korony tuż przy jej gardzieli. Łączą się one stawowato z długim łącznikiem. Łącznik rozdziela się w części końcowej na dwa ramiona, z których na górnym rozwija się pojedynczy, strzałkowaty i osiągający do 3 mm długości pylnik (schowany pod górną wargą korony). Dolne ramię pylnika ma ok. 3 mm długości i na końcu jest łyżeczkowato rozszerzone i w tym miejscu zrośnięte z analogicznym tworem drugiego pręcika. Pojedynczy, górny słupek z 4-krotną zalążnią, zwieńczony jest długą szyjką i dwudzielnym znamieniem. U podstawy słupka znajduje się silnie rozwinięty miodnik.
OwoceRozłupnie rozpadające się na cztery brązowe, jajowate lub elipsoidalne i brodawkowate rozłupki, o długości ok. 2,0–2,4 mm i szerokości 1,5–1,9 mm.

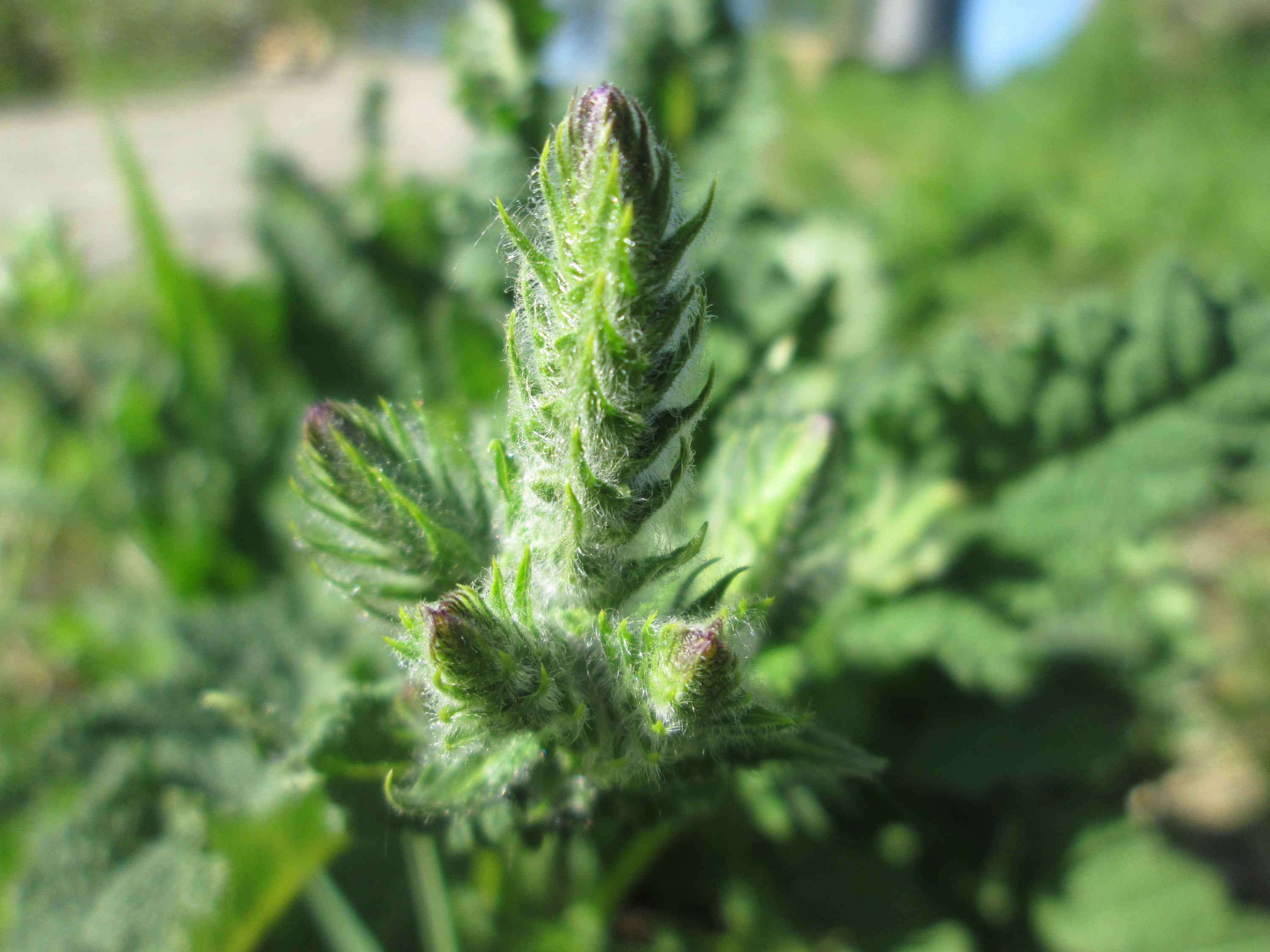
Rozwijający się kwiatostan
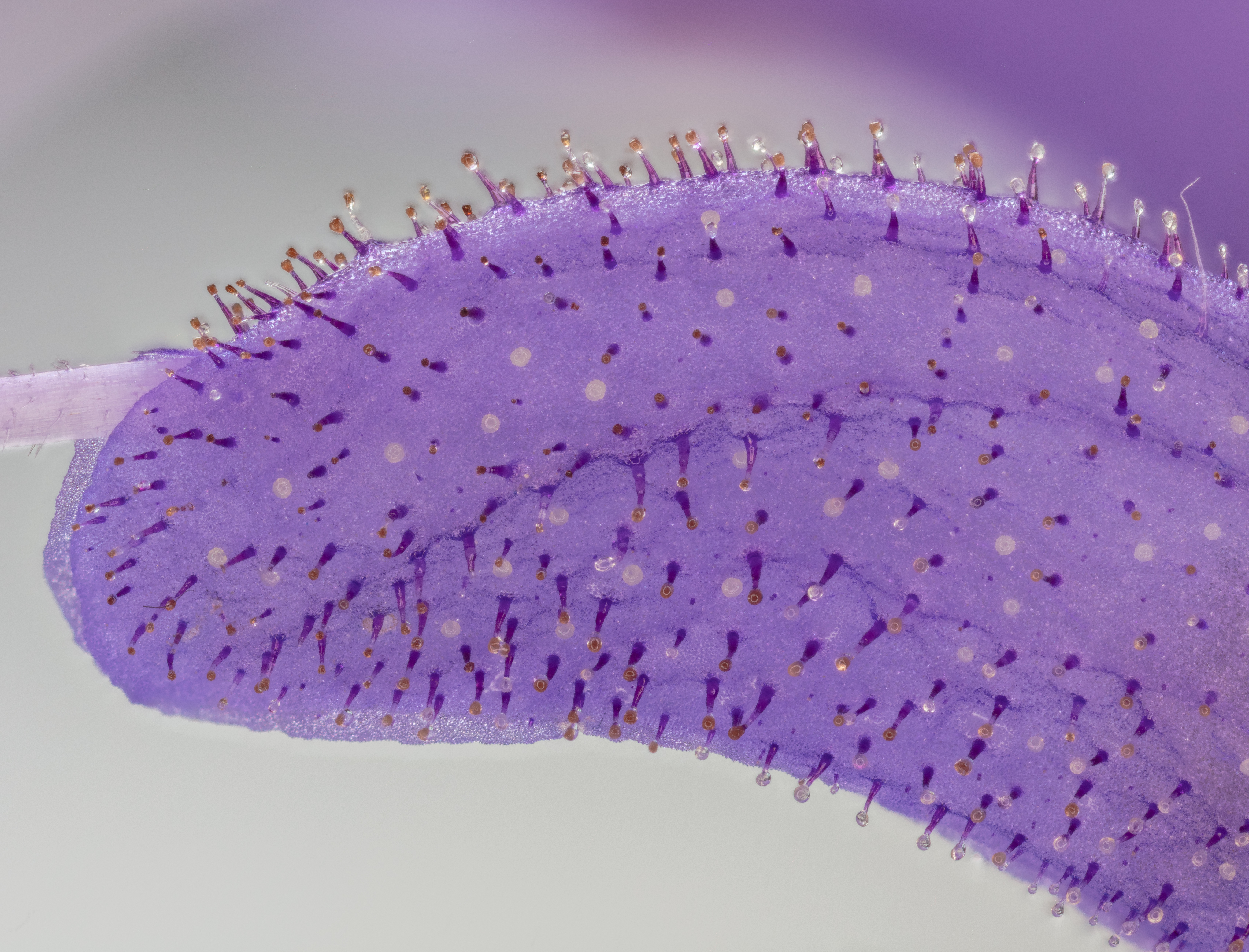
Ogruczolony płatek korony
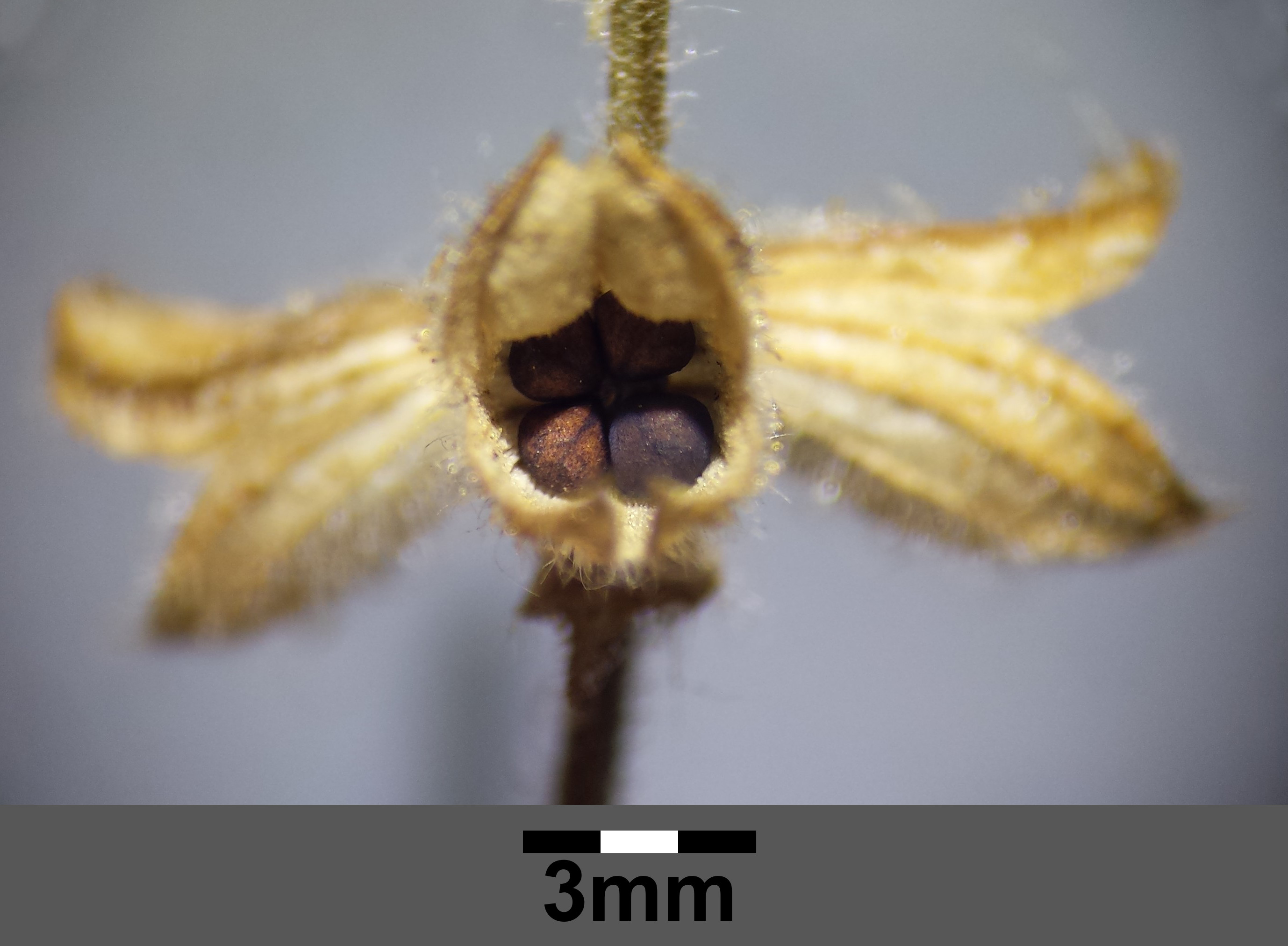
Owoce w trwałych kielichach
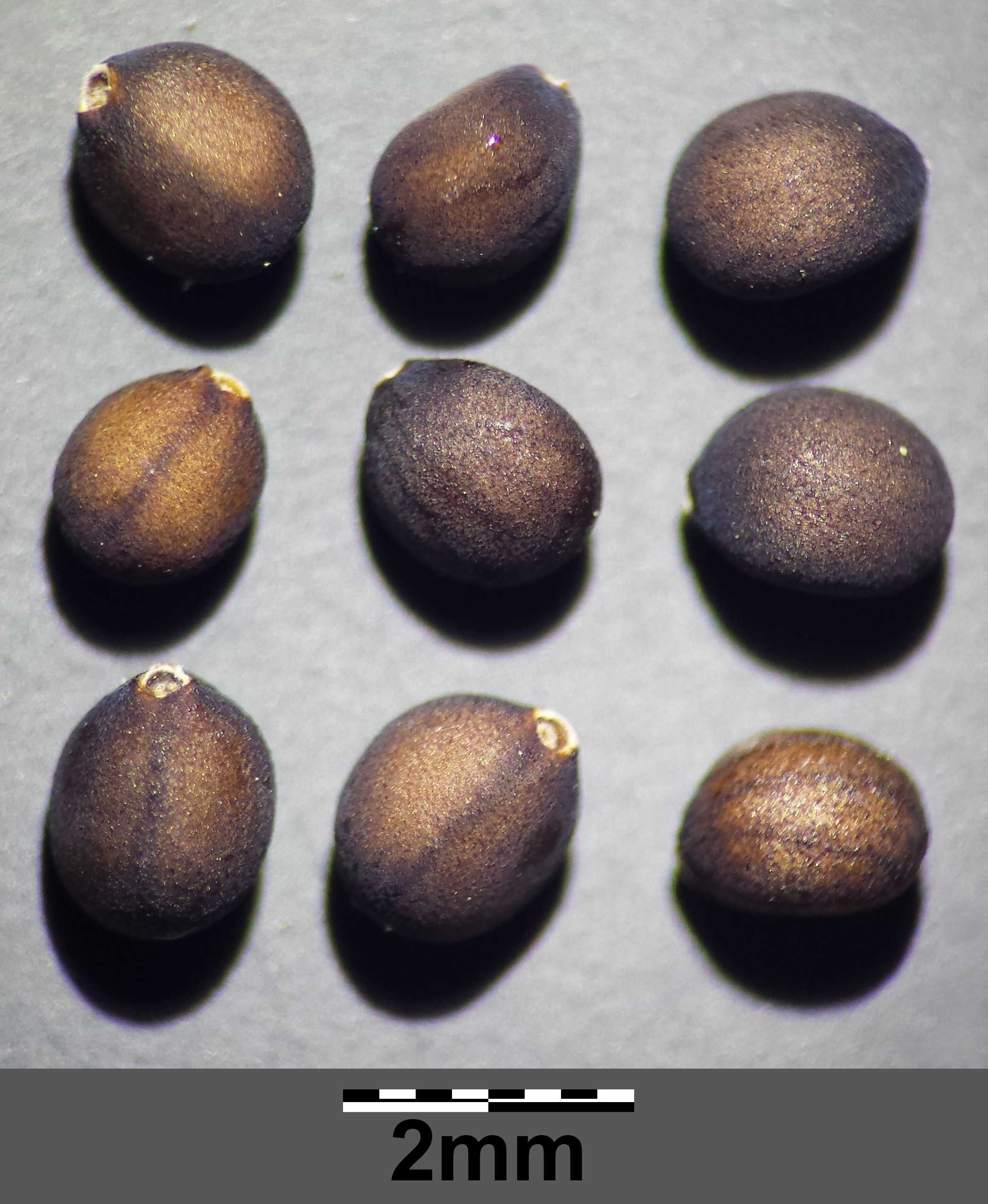
Owoce – rozłupki

## Systematyka
Pozycja systematyczna

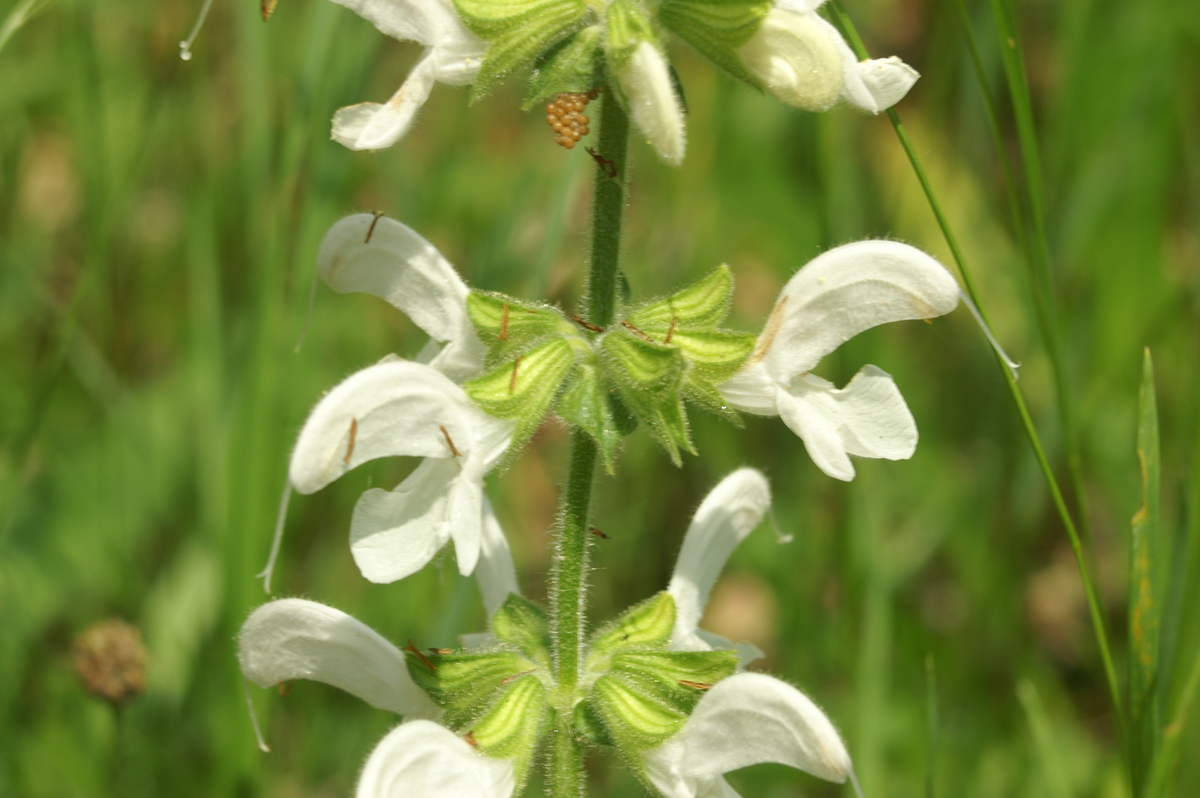
Szałwia łąkowa z białymi kwiatami

Gatunek należy do rodzaju szałwia Salvia, który w tradycyjnym ujęciu okazał się być taksonem polifiletycznym i jego ujęcie wymagało rozszerzenia, m.in. przez włączenie do niego gatunków z rodzajów perowskia Perovskia i rozmaryn Rosmarinus. Szałwia łąkowa należy do kladu obejmującego liczne gatunki występujące w Europie, basenie Morza Śródziemnego oraz we wschodniej i południowej Afryce. W tradycyjnym podziale rodzaju na sekcje autorstwa George’a Benthama zaliczany był do sekcji Pletiosphace Benth. (w całości znalazła się w obrębie wspomnianego kladu, aczkolwiek relacje filogenetyczne w jego obrębie z gatunkami innych sekcji pozostają niejasne).
Do najbliżej spokrewnionych należą gatunki bardzo podobne morfologicznie, czasem o niepewnym statusie taksonomicznym, uznawane za synonimy czy taksony wewnątrzgatunkowe.
- Salvia bertolonii Vis. (syn. S. pratensis subsp. bertolonii (Vis.) Soó) – różni się zaokrąglonymi, a nie zaostrzonymi wierzchołkami liści, blaszką grubszą, na brzegu podwójnie piłkowaną i płytko klapowaną (zarówno liści odziomkowych, jak i łodygowych), poza tym budową anatomiczną i składem chemicznym[16] (w licznych ujęciach synonim S. pratensis[17]).
- szałwia zaroślowa Salvia dumetorum Andrz. in Besser – (syn. S. pratensis var. dumetorum (Andrz.) Briquet, S. pratensis subsp. dumetorum (Andrz.) Ciocârlan). Różni się tym, że w okółkach może zawierać do 10 kwiatów, korona krótsza (mniej niż dwukrotnie dłuższa od kielicha) o górnej wardze słabo wygiętej do prostej, liście ma węższe. Poza tym rośliny różnią się liczbą chromosomów (u S. dumetorum 2n = 14). Gatunek występuje od Rumunii przez Ukrainę, Rosję po Ałtaj i Sinciang[15].
- szałwia siedmiogrodzka Salvia transsylvanica (Schur ex Grisebach & Schenk) Schur (syn. S. pratensis var. transsylvanica Schur ex Grisebach & Schenk) endemit Wyżyny Transylwańskiej, Karpat Wschodnich i Południowych. Różni się od szałwii łąkowej liśćmi od spodu przylegająco, biało owłosionymi[18].

Mieszańce
Szałwia łąkowa łatwo krzyżuje się z innymi, blisko spokrewnionymi szałwiami.
- S. ×bichigeanii Prodan – mieszaniec z S. transsylvanica[18]
- S. ×sylvestris L. – mieszaniec z szałwią omszoną S. nemorosa[19]
- S. ×podolica Błocki – mieszaniec z szałwią zwieszoną S. nutans[8].

Zmienność i taksony wewnątrzgatunkowe
Gatunek jest bardzo zmienny, zwłaszcza w zakresie kształtu i wielkości korony, jej barwy, wysokości łodyg i kształtu blaszki liściowej. W przeszłości wyróżniano liczne formy i odmiany, które współcześnie uznawane są za indywidualną zmienność bez rangi taksonomicznej. Zwłaszcza w bardzo obfitych populacjach obserwowane są pojedyncze okazy wyróżniające się w podanym zakresie cech. Rośliny o krótkich łodygach (do 10 cm wysokości) opisano jako f. nana i f. subacaulis, z kolei okazy o tęgich łodygach sięgających 1 m wysokości opisano jako f. robusta, rośliny o liściach pierzastodzielnych opisano jako f. pinnatifida, f. incisa, var. rostrata. Kwitnące na czerwono rośliny wyróżniano jako f. purpurea, var. rhodantha i f. rubicunda, na biało jako f. alba, f. albiflora. Za odmiany (var. parviflora i var. minoriflora) uznano też rośliny tworzące wyłącznie kwiaty żeńskie o mniejszych koronach niż u roślin z kwiatami obupłciowymi.
W obrębie gatunku wyróżniane są cztery podgatunki:
- S. pratensis subsp. pratensis
- S. pratensis subsp. haematodes (L.) Arcang. – występuje na Półwyspie Apenińskim i Krecie[21]
- S. pratensis subsp. laciniosa (Jord.) Briq. – endemit Francji[22]
- S. pratensis subsp. pozegensis (Watzl) Diklic – endemit Serbii[23].

## Nazewnictwo
Naukowa nazwa rodzajowa utworzona została w oparciu o starożytną, grecką nazwę szałwii lekarskiej – σαλβία salvia stosowaną m.in. przez Pliniusza Starszego. Nazwa ta pochodziła prawdopodobnie od łacińskiego słowa salvus = „zdrowy” ze względu na zastosowania lecznicze tej rośliny. W odniesieniu do rodzaju stosowana była jeszcze przed wprowadzeniem nomenklatury binominalnej m.in. przez Adriaana van Royena. Nazwa gatunkowa pratensis nadana została gatunkowi przez Karola Linneusza w Species Plantarum w 1753 w nawiązaniu do zajmowanych siedlisk – pratensis znaczy bowiem w łacinie „łąkowy” (od pratum – „łąka”).
Dawne nazwy polskie udokumentowane od XV i XVI wieku to „polna salvia/salwija”, „szałwia/szałwija polna”, rzadziej stosowana „granatek”  i pojedynczo w 1529 – „kuroszylep”. Na początku XIX wieku Kluk gatunek określił mianem szałwii łąkowej i taka nazwa utrwalona została w ciągu XX wieku od pierwszych wydań „Roślin polskich”, przy czym jeszcze Józef Rostafiński w 1923 pisał „szałwja łąkowa”.

## Biologia

### Rozwój

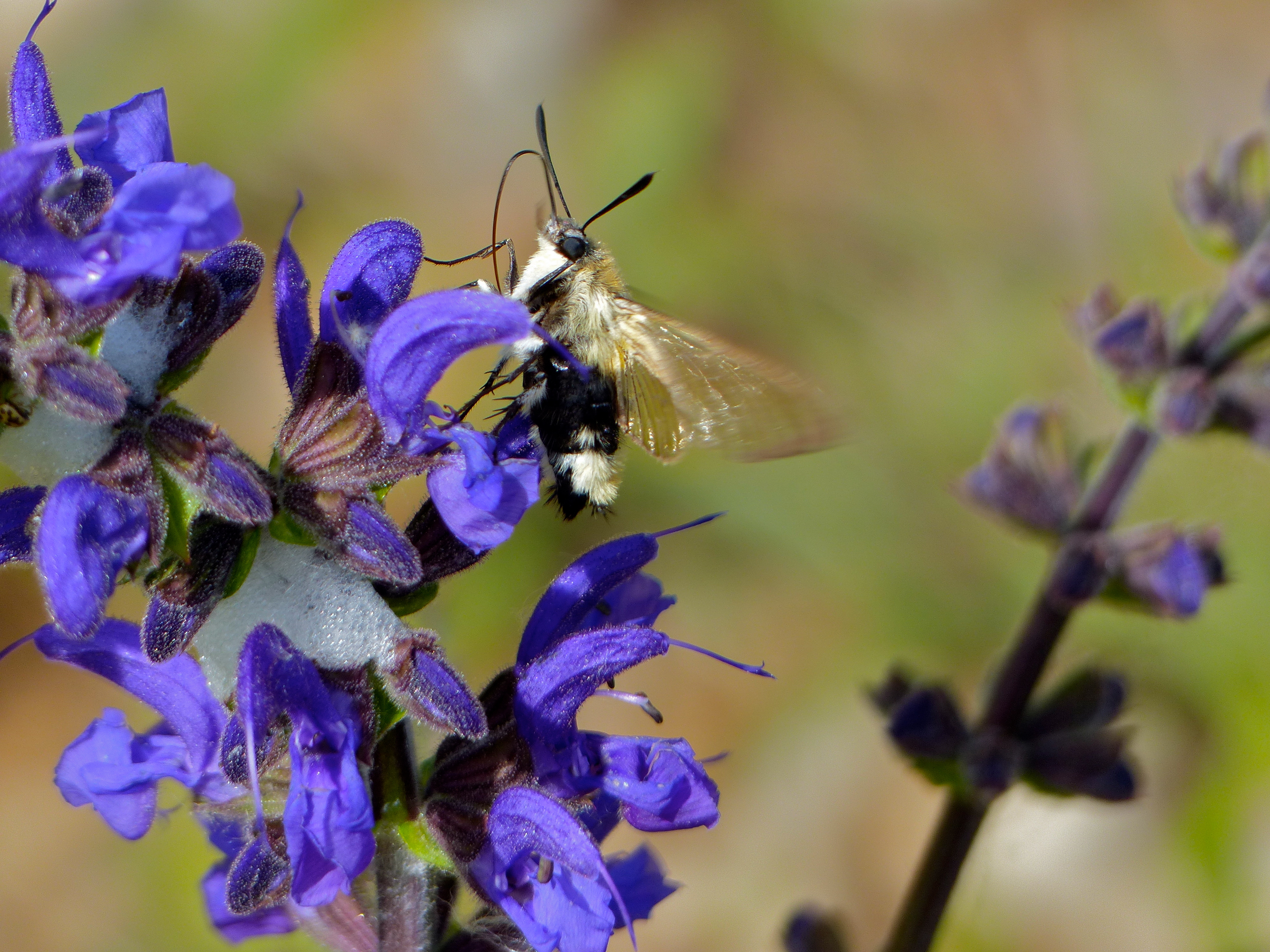
Fruczak trutniowiec na kwiatach szałwii łąkowej

Długowieczna bylina (pojedyncze rośliny obserwowano na izolowanych stanowiskach utrzymujące się przez prawdopodobnie co najmniej 30 lat), hemikryptofit. W naturze rozmnaża się wyłącznie przez nasiona (brak rozmnażania wegetatywnego). W populacjach (o bardzo zróżnicowanej liczebności roślin) zwykle od 1 do 9% roślin tworzy tylko kwiaty żeńskie (mniejsze od typowych). Ich udział rośnie w przypadku stresu środowiskowego (zacienienie, użycie pestycydów). Starsze rośliny tworzą większe kępy z liczniejszymi pędami kwiatonośnymi (zwykle jest ich od 1 do 5, czasem jednak nawet do 50).
Kwitnienie trwa od maja do lipca (w przypadku zgryzienia lub ścięcia pędów kwiatonośnych na początku kwitnienia kilkanaście procent roślin rozwija je ponownie w sierpniu, czasem powtórnie zakwitają także rośliny uprawiane regularnie podlewane). Poszczególne kwiaty kwitną przez cztery dni i zapylane są najczęściej przez trzmiele. Owady te chcąc dostać się do wnętrza kwiatu zmuszone są nacisnąć łyżeczkowato rozszerzone dolne części główki pręcika. Poddając się naciskowi powodują one przygięcie górnej części główki z pylnikiem, która uderzając w tułów owada obsypuje go pyłkiem. Owad cofając się przywraca dźwignię do pozycji wyjściowej. Dopóki pylniki zawierają pyłek znamiona słupka wzniesione są wysoko pod górną wargą korony (co zapobiega samozapyleniu) i owady odwiedzające kwiat ich nie dotykają. Gdy pylniki się opróżnią szyjka słupka ze znamieniem obniża się i owad siadający na dolnej wardze korony i dostający się do gardzieli dotyka go swym grzbietem. Jeśli odwiedził wcześniej kwiat z dojrzałymi pręcikami – dokonuje zapylenia. Niektóre trzmiele dostają się do nektaru przegryzając gardziel korony. Kwiaty odwiedzają też błonkówki żywiące się pyłkiem, motyle i bzygowate. Poza zbieraczami pyłku owady wabione są nektarem, którego wydzielanie (ilość, stężenie i proporcje cukrów) jest bardzo zmienne w ciągu dnia i w czasie całego kwitnienia. Zawsze dominuje w nim jednak sacharoza nad heksozami.
Zwykle ponad 90% kwiatów zawiązuje nasiona, a niewielki spadek ich udziału (do 83–84%) obserwowany był tylko w przypadku częstych rabunków nektaru przez wygryziony otwór w gardzieli i u roślin wcześnie kwitnących, w czasie gdy zapylacze jeszcze nie są dostatecznie aktywne. Owoce dojrzewają miesiąc po zapyleniu (od połowy lipca). W przypadku żerowania roślinożerców na stanowisku całe pędy kwiatonośne bywają zgryzane i owoce nie powstają. W rozprzestrzenianiu owoców biorą udział zwierzęta, co ułatwiają owłosione i ogruczolone kielichy. Diaspory są także skutecznie transportowane przez wodę. Nasiona mogą kiełkować od razu w przypadku odpowiedniej wilgotności, przy czym zazwyczaj kiełkują jesienią. Zachowują zdolność do kiełkowania przez co najmniej rok, ale nie tworzą trwałego glebowego banku nasion. Kiełkowanie i rozwój młodych roślin nastąpić może tylko w miejscach, gdzie darń jest przerwana i odsłonięta jest naga, nie ubita ziemia.
Hipokotyl siewki osiąga 2–5 mm długości i jest nieco brodawkowaty. Dwa liścienie rozwijają się na ogonkach o długości do 10 mm pokrytych wielokomórkowymi włoskami. Blaszka liścieni osiąga 4–6 mm długości, ma uciętą nasadę i zaokrąglony wierzchołek, na powierzchni jest nieco brodawkowata. Epikotyl jest bardzo silnie zredukowany. Pierwsza para liści nadliścieniowych wyrasta naprzeciwlegle, osadzona jest na owłosionych ogonkach długości do 10 mm. Blaszka tych liści jest eliptyczna, o długości do 1,5 cm, u nasady ucięta, na wierzchołku zaokrąglona, na brzegu karbowana. Młode rośliny zakwitają po raz pierwszy w naturze zwykle w wieku ok. 4–5 lat.

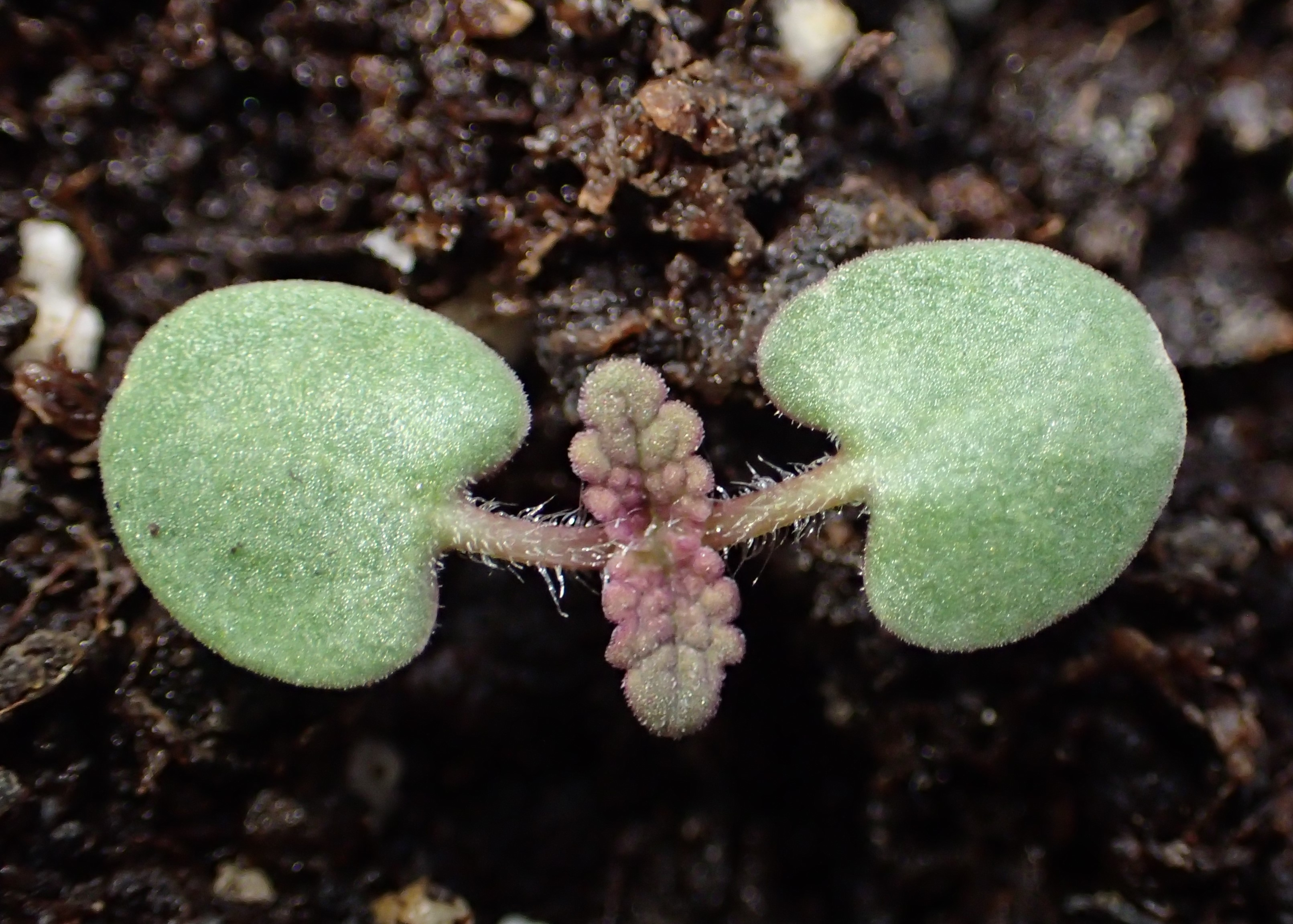
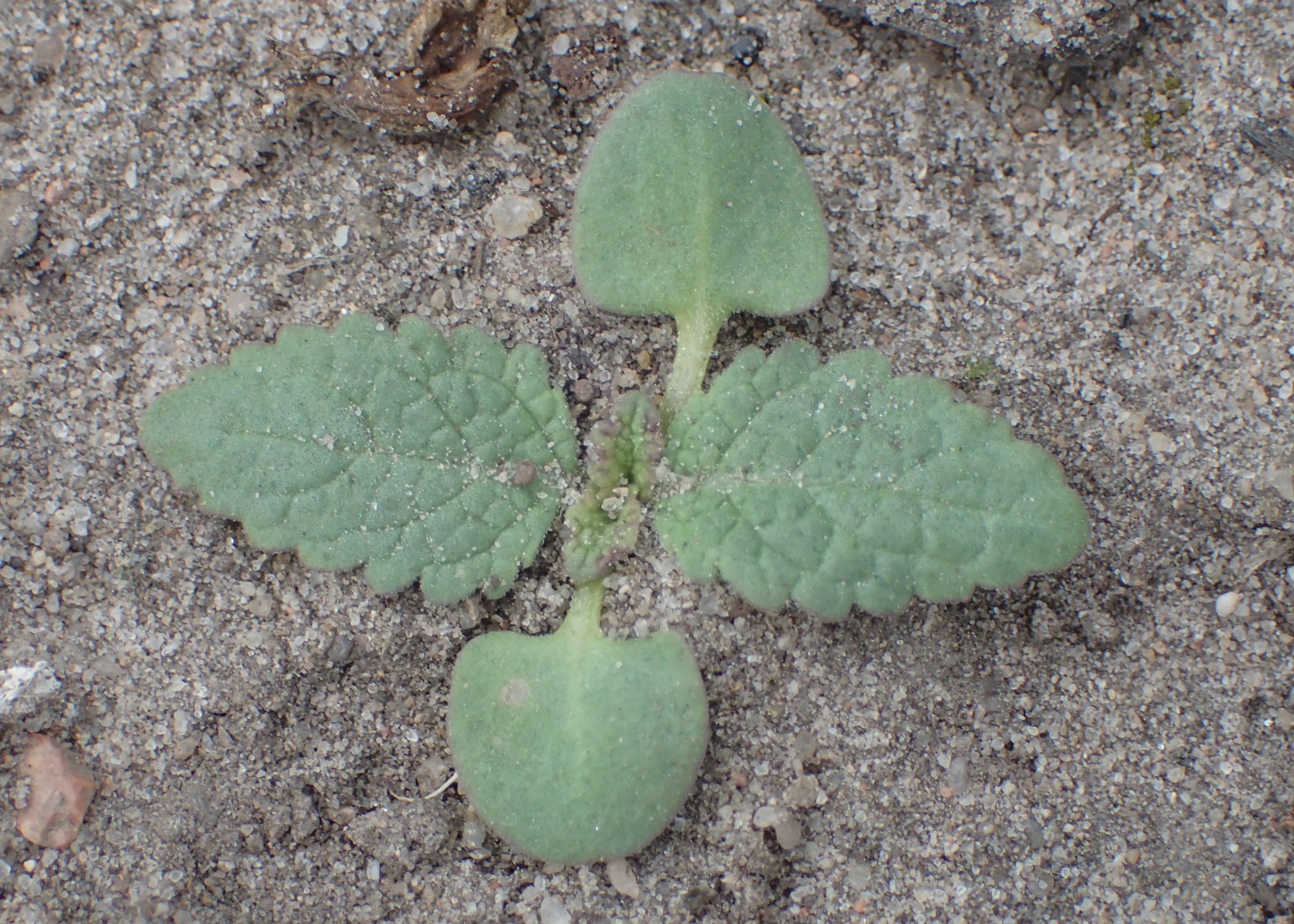
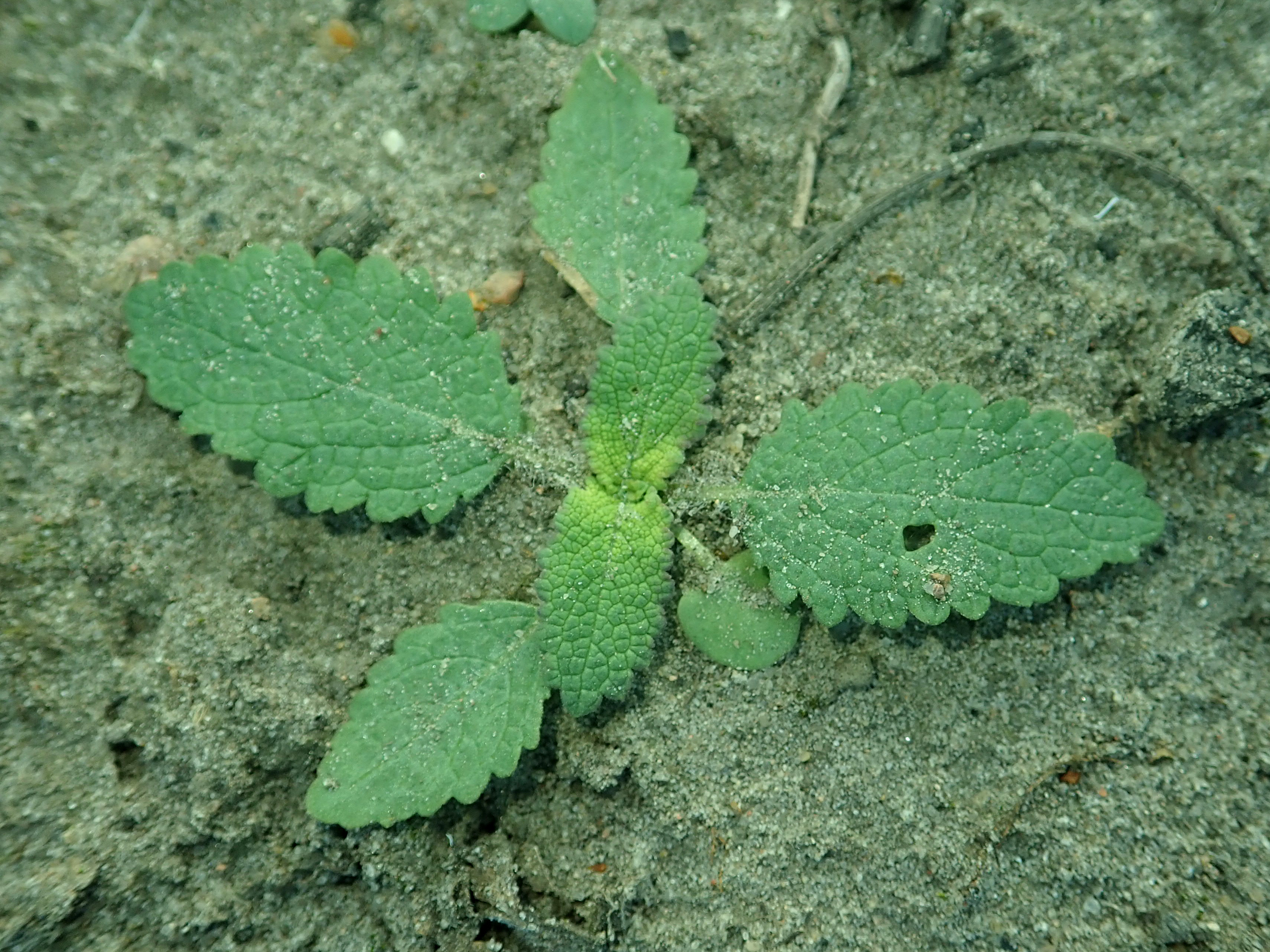

### Genetyka
Liczba chromosomów 2n = 18, czasem podawane są także wartości 2n = 16, 20, 32, ale prawdopodobne są w takich przypadkach pomyłki w identyfikacji gatunku.

### Skład chemiczny
Szałwia łąkowa należy do tych przedstawicieli rodzaju, którzy zawierają stosunkowo niewielkie ilości olejku eterycznego – w suchej masie liści jest go do 0,073% (przy dużej zmienności u różnych roślin). W jego składzie dominują seskwiterpeny, zwłaszcza kariofilen, a poza tym m.in. farnezen, seskwifelandren, kubeben, dość liczne są komponenty alifatyczne (gł. 2-pentadekanon), a w niewielkich ilościach występują monoterpeny i ich utlenione analogi. Pędy szałwii zawierają kilka triterpenów: β-amyrin, germanikol, lupeol, loranthol.

## Ekologia

### Siedlisko

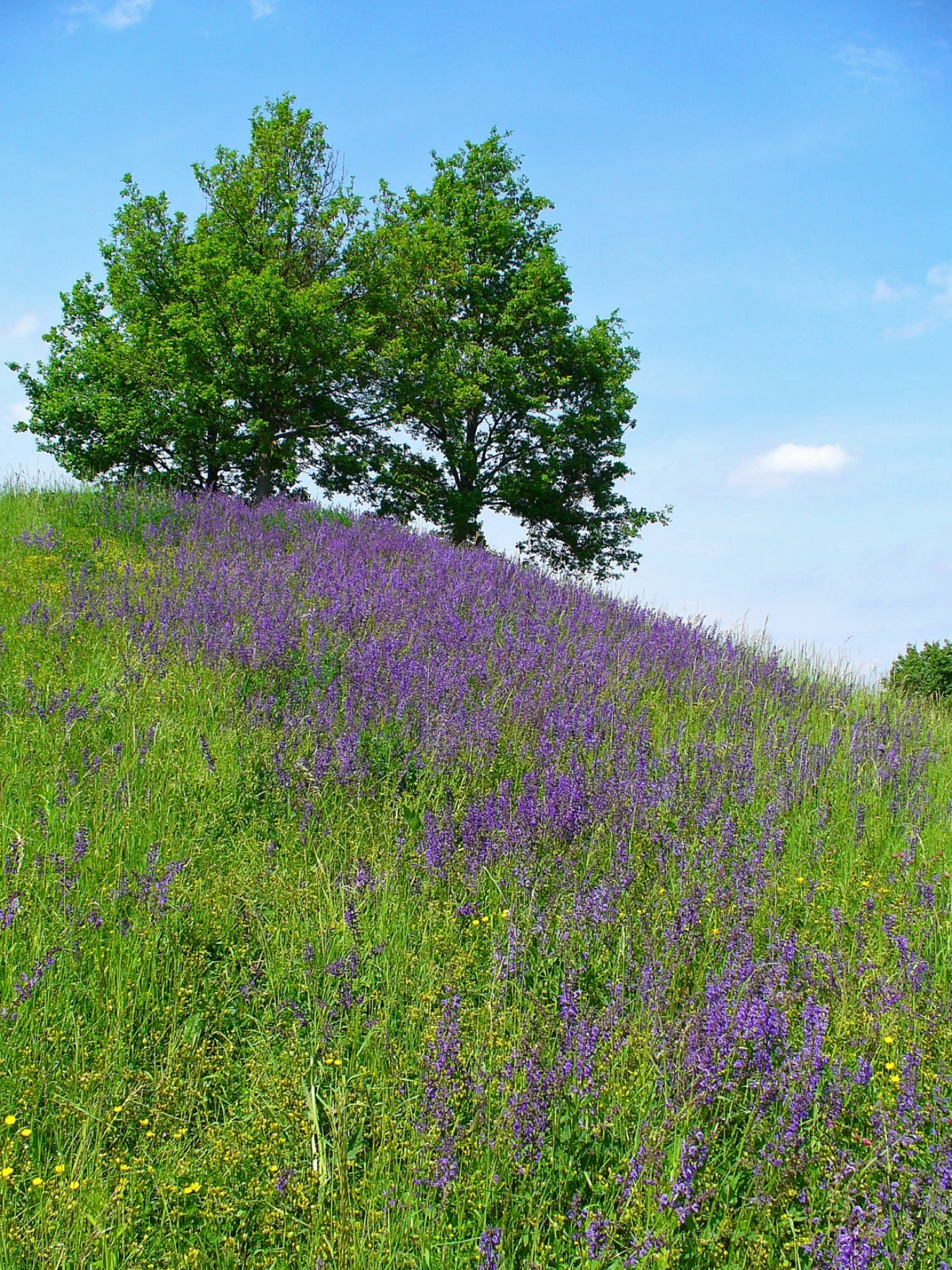
Stok porośnięty szałwią łąkową (Niemcy)

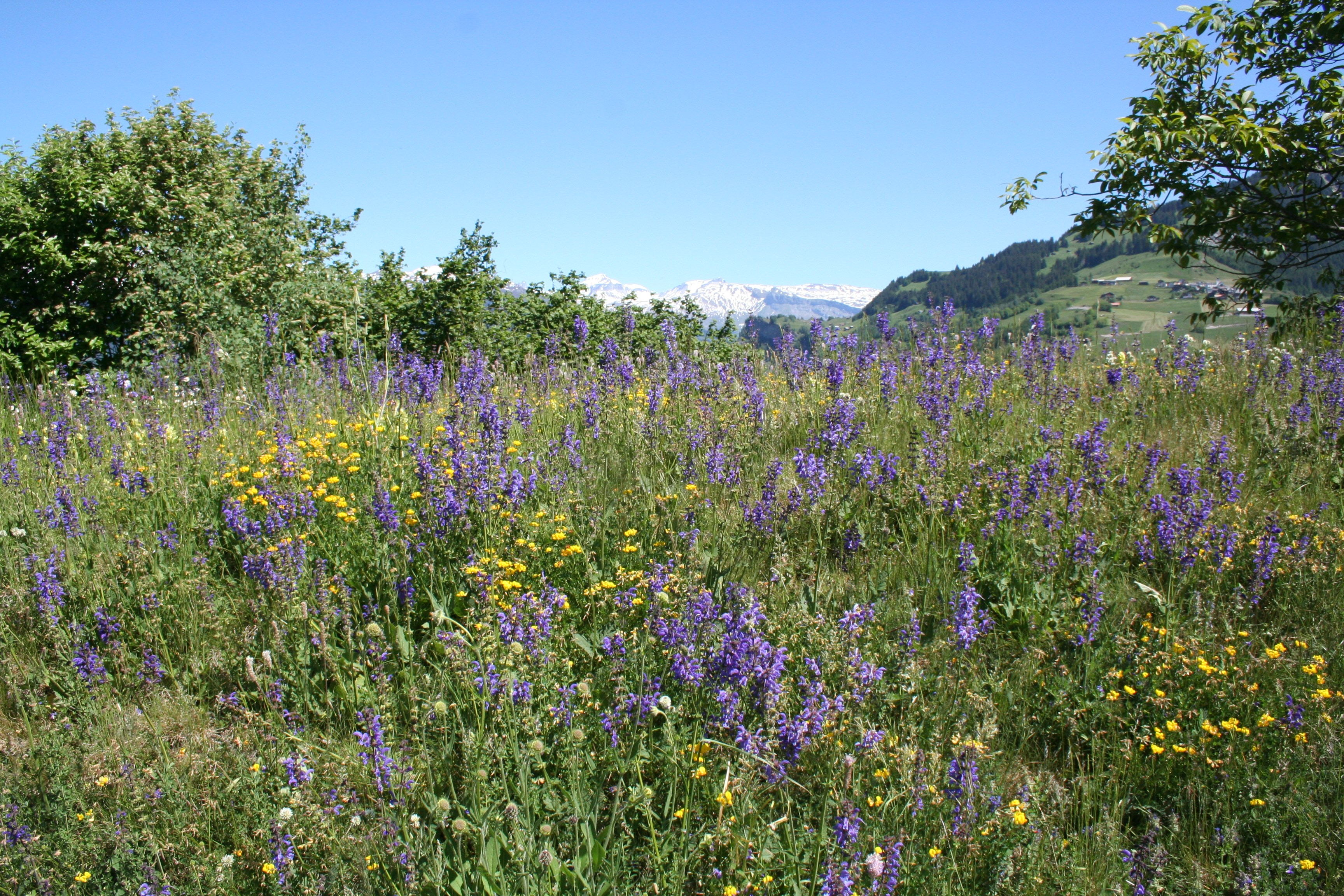
Łąka z szałwią łąkową (Szwajcaria)

Rośnie w murawach, suchych łąkach (w tym użytkowanych ekstensywnie jako łąki kośne i pastwiska), ciepłolubnych zaroślach i skrajach lasów, na przydrożach, skarpach nasypów i wykopów, na miedzach, często na słonecznych zboczach o wystawie południowej i zachodniej. Preferuje stanowiska suche lub średnio wilgotne, z glebą bogatą w węglan wapnia i przepuszczalną, żyzną lub średnio żyzną, próchniczną. Szałwia łąkowa uznawana jest za gatunek wskaźnikowy gleb suchych i zasadowych, ale bywa też spotykana na glebach słabo kwaśnych.
Jest wrażliwa na spasanie, utrzymuje się natomiast na koszonych użytkach zielonych.

### Fitosocjologia i interakcje międzygatunkowe
W klasyfikacji syntaksonomicznej gatunek ten związany jest ze zbiorowiskami muraw kserotermicznych z klasy Festuco-Brometea (w środkowej i wschodniej Europie głównie ze związku Cirsio-Brachypodion, a w zachodniej i południowej – Mesobromion i Xerobromion), poza tym spotykany jest w zbiorowiskach łąkowych z klasy Molinio-Arrhenetheretea, Koelerio-Corynephoretea (murawy Festuco psammophilae-Koelerietum glaucae rozwijające się na piaskach zasobnych w węglan wapnia) oraz w półruderalnych i pionierskich zbiorowiskach kserotermicznych ze związku Convolvulo-Agropyrion repentis. W Holandii uznawany jest za gatunek charakterystyczny dla zespołu muraw na ubogich piaskach Medicagini–Avenetum pubescentis (kl. Koelerio-Corynephoretea).
Siewki szałwii mogą się rozwijać tylko w miejscach, gdzie odsłonięta jest naga ziemia – sprzyja powstawaniu takich miejsc intensywne żerowanie królików i drapanie przez nie darni, siewki rozwijają się także na ścieżkach gryzoni, porzuconych mrowiskach, w miejscach gdzie dżdżownice wydalają koprolity. Do rozwoju młodych roślin nie dochodzi w zwartej darni traw, w przypadku występowania warstwy mszystej lub wojłoku (szczątków roślinnych) o grubości ponad 1 cm.
Silny zapach i smak szałwii skutkować ma omijaniem jej przez roślinożerców. Jest ona jednak dość chętnie zgryzana przez owce i bydło, w efekcie przy dużych obsadach zwierząt na pastwisku, zwykle rośliny te ogałacane są z pędów kwiatostanowych i liści. Zgryzają ją także sarny. Zupełnie pomijają ją zaś króliki. Często duże straty w populacjach powodują larwy rośliniarek i gryzonie niszczące kwiaty oraz rozwijające się owoce. Dużą śmiertelność szałwii powodują też ślimaki, zwłaszcza w miejscach nieco wilgotniejszych.
Melitofagiem szałwii łąkowej jest oligolektyczna pszczoła Evylaeus convexiusculus. Gatunek ten wyspecjalizował się w żerowaniu na pyłku szałwii przez otwieranie pąków kwiatowych. Na etapie tym słupki są niedojrzałe, w związku z czym nie uczestniczy on w zapylaniu. W Niemczech żeruje on niemal wyłącznie na szałwii łąkowej (monofagizm lokalny). Do bezkręgowców, dla których szałwia łąkowa jest rośliną żywicielską należą: Eriophyes salviae (roztocze), Longitarsus obliteratus (chrząszcze), Eupteryx atropunctata, Hadrodemus m-flavum, Derephysia foliacea (pluskwiaki), płomienka białokreska Pyrausta cingulata, udea płowa Udea fulvalis, Cnephasia asseclana, Cnephasia stephensiana (motyle).
Szałwia łąkowa jest gospodarzem dla takich grzybów jak: Peronospora lamii (wroślikowate), Ramularia ovata i R. lamii (Mycosphaerellaceae). Tworzy także mykoryzę (pęcherzykowo-arbuskularną – VA).

## Zagrożenia i ochrona
Gatunek jest rzadki i zagrożony w krajach na obrzeżach swego zasięgu, np. w Holandii i Wielkiej Brytanii (w obu tych krajach jest prawnie chroniony). Ze względu na przemiany łąk i muraw oraz ich intensywne użytkowanie, a także silne przekształcenia roślinności na przydrożach i miedzach, gatunek zanika także na obszarach, gdzie jeszcze do niedawna był bardzo rozpowszechniony, np. w Słowenii. W Polsce nie jest zagrożony i nie podlega ochronie prawnej. Siedliska gatunku – murawy kserotermiczne, kwietne murawy napiaskowe i łąki świeże stanowią siedliska przyrodnicze chronione w unijnej sieci obszarów Natura 2000.
W celu zachowania gatunku wymagane jest powstrzymanie się od koszenia i intensywnego wypasu łąk i muraw w okresie wiosenno-letnim, ale też niepozostawianie jego siedlisk całkowicie bez ekstensywnego wypasu lub koszenia (optymalnie wykonywanego w sierpniu lub później i wiążącego się z usunięciem pokosu). Wypas ekstensywny bydła może być prowadzony cały czas, ale w przypadku wypasania owiec i dużych obsad bydła, należy wyłączyć płaty łąk i muraw z szałwią z użytkowania w okresie od początku maja do początku sierpnia. Na szczególnie zagrożonych stanowiskach poszczególne rośliny i ich skupiska bywają ogradzane lub wzmacniane jest zróżnicowanie genetyczne populacji poprzez zapylanie roślin pyłkiem z innych stanowisk lub zasilanie populacji roślinami z innych stanowisk.

## Znaczenie użytkowe
Roślina ozdobna

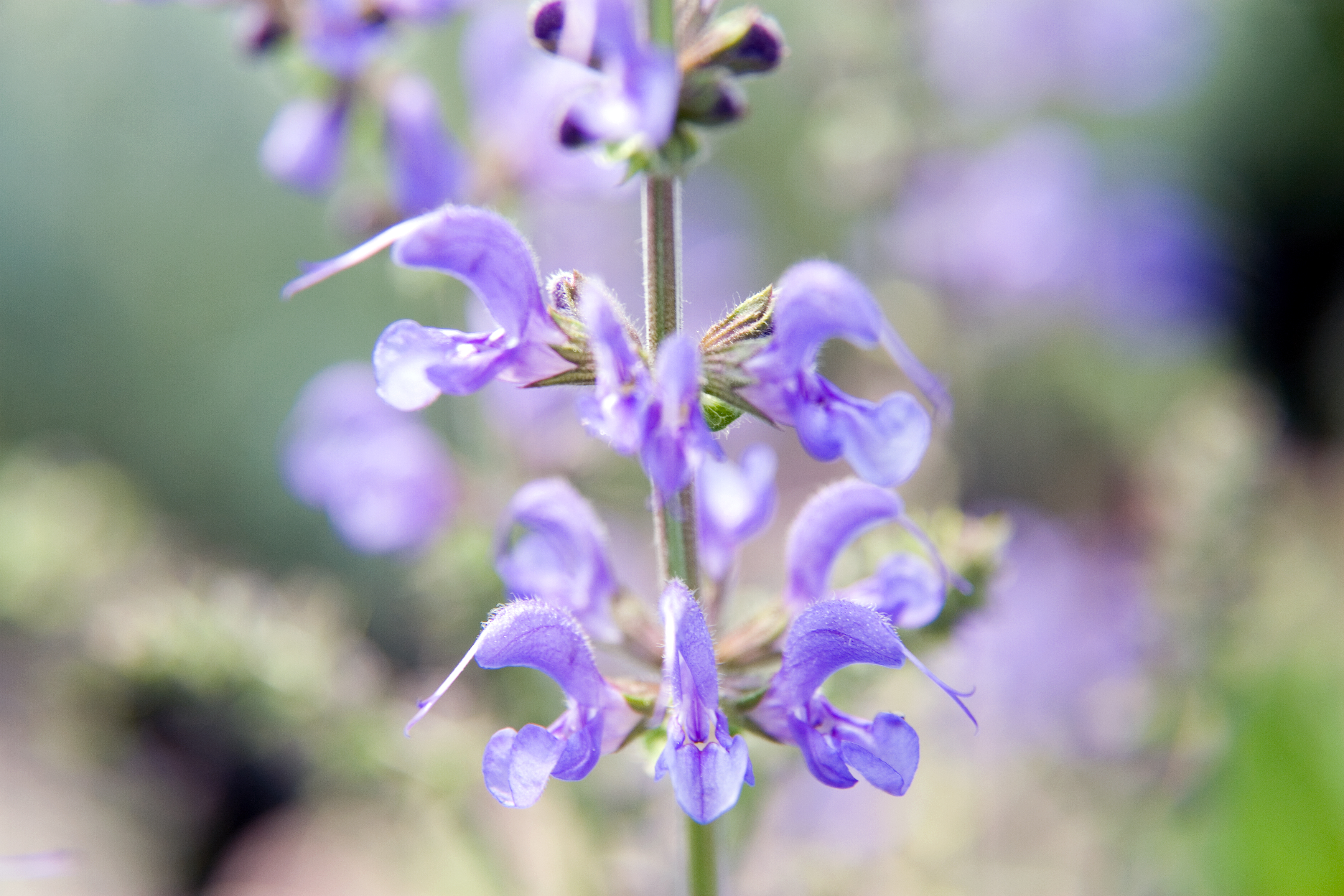
Odmiana 'Rhapsody in Blue'

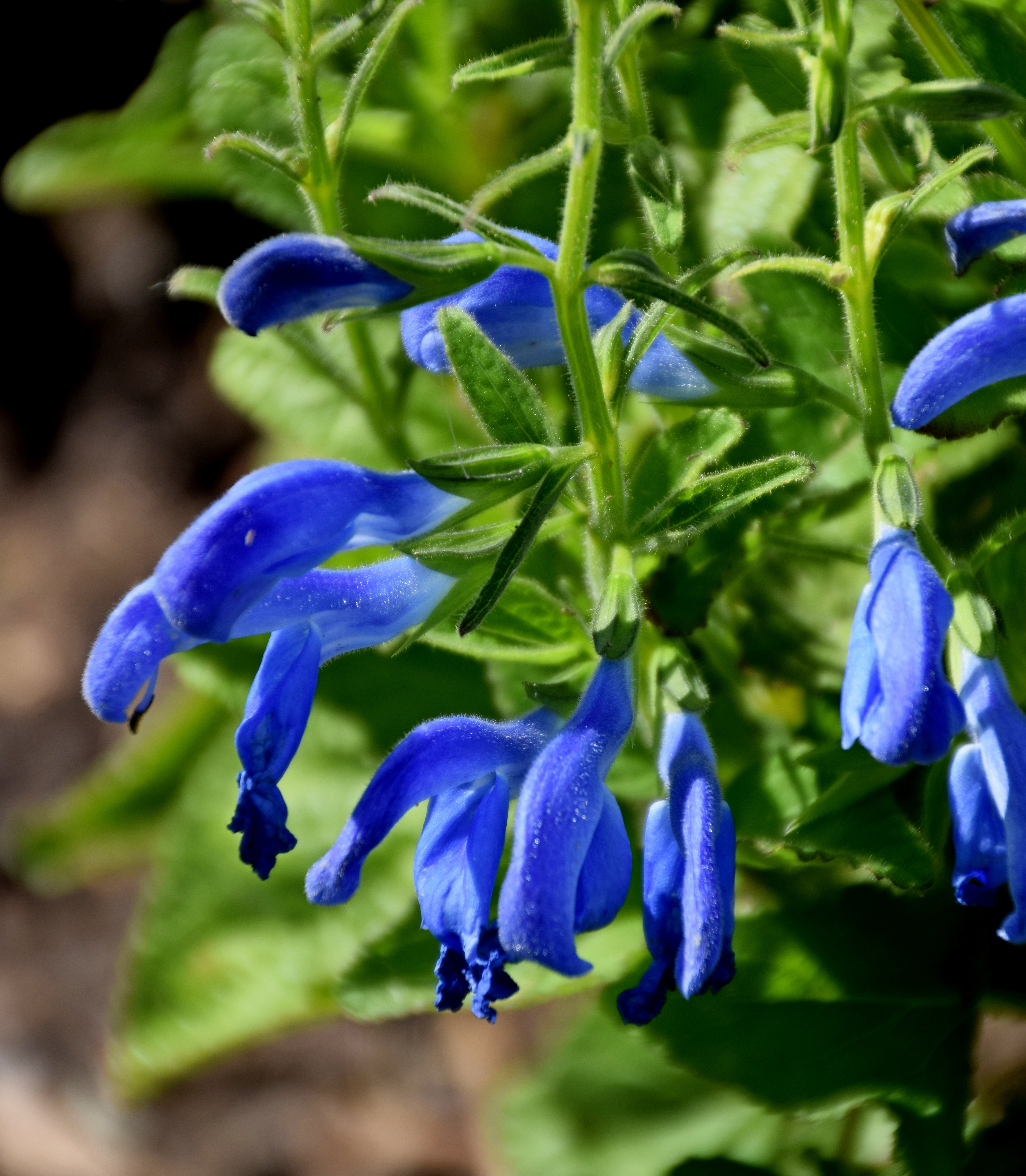
Odmiana 'Skyline'

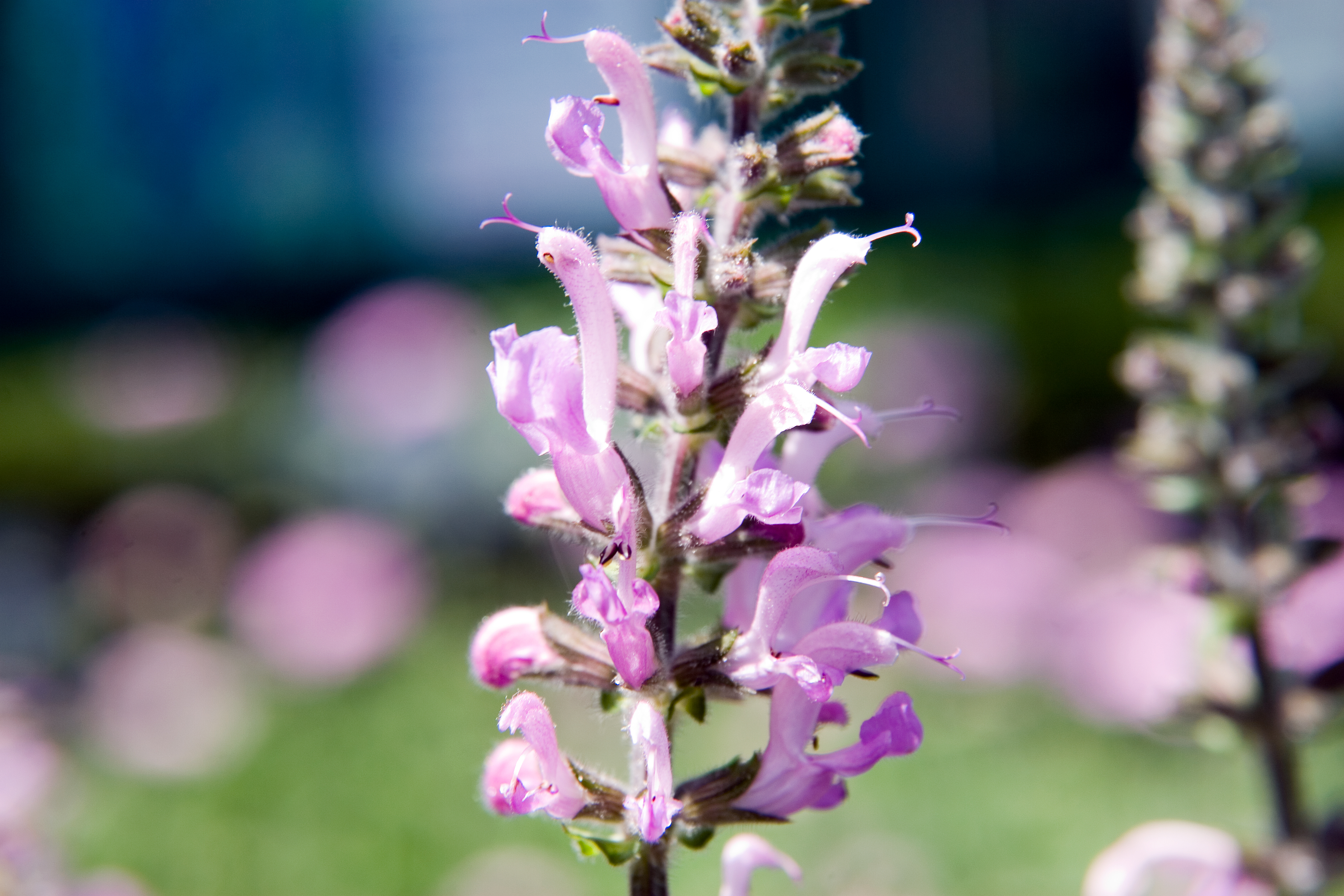
Odmiana 'Pink Delight'

Szałwia łąkowa uprawiana jest jako roślina ozdobna dla dużych, ciemnofioletowych, rzadziej białych (odmiana 'Alba', 'Swan Lake'), niebieskofioletowych ('Indigo') lub różowych kwiatów ('Pink Delight'). Zalecana jest do sadzenia w dużych grupach w założeniach krajobrazowych w ich partiach trawiastych, w ogrodach skalnych, naturalistycznych, w rabatach bylinowych, w ogrodach o charakterze wiejskim. W Europie bywa stosowana w mieszankach tzw. kwietnych łąk złożonych z gatunków rodzimych, zalecana jest też do uprawy w ogrodach służących motylom i pszczołom. Roślina jest wartościowa jako kwiat cięty do bukietów i wazonów.
Roślina lecznicza
W ziołolecznictwie ma mniejsze znaczenie niż szałwia lekarska i kilka innych gatunków szałwii wykorzystywanych leczniczo, ale dawniej stosowano i ją jako substytut szałwii lekarskiej. Była wykorzystywana do leczenia chorób oczu (przemywano oczy wodą po zalaniu nią nasion, co współcześnie nie jest zalecane), do płukania przy bólach gardła, do okładania wrzodów i ran. Używana była także do czyszczenia zębów.
Roślina jadalna i przyprawowa
Wykorzystywana była jako przyprawa zamiast chmielu przy warzeniu piwa i służyła do poprawiania smaku i zapachu wina (nadaje mu aromatu muszkatelowego). Piwo z szałwią łąkową ma mieć właściwości lekko oszałamiające, dawniej pisano, że „łatwo upić może”. Szerokie liście szałwii bywały wykorzystywane w Polsce przez ludność wiejską także jako zamiennik liści kapusty do wyrobu gołąbków z kaszą.
Roślina miododajna
Szałwia łąkowa jest rośliną miododajną, jednak ze względu na wytwarzanie nektaru w głębokiej gardzieli jest on trudno dostępny dla pszczół, choć zlatują się one zwłaszcza do większych skupisk kwitnących roślin. Wydajność miodowa wynosi 190 kg/ha. Pod względem pożytku pyłkowego gatunek określany jako mający średnią wartość.
Rola w gospodarce łąkarskiej
W łąkarstwie szałwia łąkowa jest rozmaicie oceniana – bywa zaliczana do cennych ziół pastewnych i aromatycznych zalecanych do wysiewania na łąkach, ew. określana jest jako „prawie nieszkodliwa” lub nawet uznawana jest za chwast lub gatunek niepożądany zwalczany wczesnym koszeniem, silnym nawożeniem fosforanowo-potasowym lub przez nawodnienie (m.in. Krzysztof Kluk na początku XIX wieku pisał: „na łąkach jest jedną z nieużytecznych i wykorzenienia godnych”).

## Obecność w kulturze
Szałwia bywała święcona w bukietach w kościołach podczas obchodów święta Matki Boskiej Zielnej. Poświęcona i schowana pod strzechą chronić miała domowników przed złem. Szałwię (bez wyszczególnienia gatunku) palono także podczas sobótek w celu odpędzenia czarownic i czarów.

## Uprawa
Gatunek uprawiany może być od 4 do 8 strefy mrozoodporności. Wymaga stanowiska słonecznego, gleby przepuszczalnej, suchej do średnio wilgotnej, przy czym najlepiej rośnie w glebie żyznej. Uprawia się łatwo, nie wymaga pielęgnacji i cechuje się dużą tolerancją na susze. Kwiatostany przekwitające zaleca się ścinać, co poprawia wygląd roślin i wydłuża kwitnienie roślin. Rozmnażanie przez wysiew nasion wiosną (zalecany jest siew w marcu lub kwietniu w szklarni, rozsadzanie siewek do doniczek i wysadzanie na docelowe stanowiska na początku lata). Bardzo łatwo przyjmują się także sadzonki pozyskiwane z półzdrewniałą nasadą pędów w ciągu sezonu wegetacyjnego (w ten sposób mnożone są odmiany uprawne). Rośliny o pożądanych cechach mnożone są także wegetatywnie w formie kultur in vitro. Choroby i szkodniki z reguły nie są istotnym problemem w uprawie. Te mogą być jednak powodowane przez bardzo wilgotne zimy oraz mrozy przekraczające 25° C.